# Handball-Europameisterschaft 2008/Frankreich
In diesem Artikel wird die französische Männer-Handballnationalmannschaft bei der Europameisterschaft 2008 in Norwegen behandelt.

## Qualifikation
→ Siehe Handball-Europameisterschaft 2008 

## Mannschaft

### Kader
| Nr.                           | Name                          | Verein                        | LS/Tore (vor EM)              | Spiele                        | Tore                          | Gelbe Karte                   | Zeitstrafen                   | Rote Karte                    |
| Torhüter (% gehaltener Bälle) | Torhüter (% gehaltener Bälle) | Torhüter (% gehaltener Bälle) | Torhüter (% gehaltener Bälle) | Torhüter (% gehaltener Bälle) | Torhüter (% gehaltener Bälle) | Torhüter (% gehaltener Bälle) | Torhüter (% gehaltener Bälle) | Torhüter (% gehaltener Bälle) |
| ----------------------------- | ----------------------------- | ----------------------------- | ----------------------------- | ----------------------------- | ----------------------------- | ----------------------------- | ----------------------------- | ----------------------------- |
| 1                             | Yohann Ploquin                | Toulouse Handball             | 82 / 0                        | 1                             | (27 %)                        | -                             | -                             | -                             |
| 12                            | Daouda Karaboué               | Montpellier HB                | 46 / 0                        | 7                             | (33 %)                        | -                             | -                             | -                             |
| 16                            | Thierry Omeyer                | THW Kiel                      | 170 / 0                       | 6                             | (34 %)                        | -                             | -                             | -                             |
| Feldspieler                   |                               |                               |                               |                               |                               |                               |                               |                               |
| 2                             | Jérôme Fernandez              | FC Barcelona                  | 236 / 936                     | 8                             | 26 / 1                        | 5                             | -                             | -                             |
| 3                             | Didier Dinart                 | BM Ciudad Real                | 263 / 124                     | 8                             | 4                             | 4                             | 4                             | -                             |
| 5                             | Guillaume Gille               | HSV Hamburg                   | 222 / 589                     | 8                             | 5                             | 2                             | 4                             | -                             |
| 6                             | Bertrand Gille                | HSV Hamburg                   | 192 / 595                     | 7                             | 17                            | 3                             | 3                             | -                             |
| 8                             | Daniel Narcisse               | Chambéry Savoie HB            | 148 / 423                     | 8                             | 43                            | -                             | 3                             | -                             |
| 10                            | Laurent Busselier*            | Chambéry Savoie HB            | 10 / 23                       | 2                             | 1                             | -                             | -                             | 1                             |
| 11                            | Olivier Girault               | Paris HB                      | 214 / 472                     | 8                             | 30 / 8                        | 3                             | 2                             | -                             |
| 13                            | Nikola Karabatić              | THW Kiel                      | 97 / 406                      | 8                             | 44 / 7                        | 3                             | 2                             | -                             |
| 14                            | Christophe Kempé              | Toulouse Handball             | 139 / 224                     | 8                             | 6                             | -                             | 1                             | -                             |
| 19                            | Luc Abalo                     | US Ivry HB                    | 48 / 155                      | 8                             | 31 / 2                        | 1                             | 1                             | -                             |
| 22                            | Geoffroy Krantz***            | VfL Gummersbach               | 21 / 20                       | 1                             | 1                             | 1                             | -                             | -                             |
| 24                            | Sébastien Ostertag*           | Tremblay HB                   | 6 / 18                        | 5                             | 6                             | -                             | -                             | -                             |
| 26                            | Cédric Paty                   | Chambéry Savoie HB            | 0 / 0                         | 8                             | 10                            | -                             | 3                             | -                             |
| 30                            | Fabrice Guilbert              | US Ivry HB                    | 15 / 32                       | 8                             | 7 / 1                         | -                             | 1                             | -                             |
|                               |                               | Gesamt                        | 1909 / 3817                   | 8                             | 238 / 19                      | 22                            | 24                            | 1                             |
| Trainer/Betreuer              |                               |                               |                               |                               |                               |                               |                               |                               |
|                               | Claude Onesta                 |                               | Trainer                       |                               |                               |                               |                               |                               |
|                               | Sylvain Nouet                 |                               | Co-Trainer                    |                               |                               |                               |                               |                               |

* nach der Vorrunde nachnominiert/gestrichen (Ostertag/Busselier)
*** zusätzlicher Spieler in der Finalrunde

## Vorrundenspiele (Gruppe D)
In der Vorrunde traf die französische Mannschaft auf die Slowakei, Schweden und Island.

### Frankreich 32:31 (20:18) Slowakei
(17. Januar, in Trondheim, Trondheim Spektrum)
FRA: Daouda Karaboué, Thierry Omeyer – Olivier Girault (6/1), Bertrand Gille (5), Jérôme Fernandez (5), Daniel Narcisse (5), Nikola Karabatić (4/1), Luc Abalo (3), Didier Dinart (2), Cédric Paty (2), Guillaume Gille, Christophe Kempe, Laurent Busselier, Fabrice Guilbert
SVK: Richard Štochl, Michal Shejbal – František Šulc (10), Radovan Pekár (7), Radoslav Antl (5/1), Vlastimil Fuňak (3), Peter Dudás (3), Andrej Petro (1), Marek Mikéci (1), Radoslav Kozlov (1/1), Michal Baran, Ján Faith, Martin Straňovský, Csaba Szűcs

### Schweden 24:28 (13:18) Frankreich
(19. Januar, in Trondheim, Trondheim Spektrum)
SWE: Tomas Svensson, Dan Beutler – Dalibor Doder (4), Kim Andersson (4/1), Martin Boquist (4), Johan Petersson (3), Henrik Lundström (3), Jonas Källman (2), Jonas Larholm (2), Robert Arrhenius (1), Marcus Ahlm (1), Oscar Carlén, Jan Lennartsson, Magnus Jernemyr
FRA: Daouda Karaboué, Thierry Omeyer – Nikola Karabatić (5/1), Olivier Girault (5), Luc Abalo (5), Jérôme Fernandez (4), Daniel Narcisse (4), Bertrand Gille (4), Laurent Busselier (1), Cédric Paty, Christophe Kempe, Fabrice Guilbert, Guillaume Gille, Didier Dinart

### Frankreich 30:21 (17:8) Island
(20. Januar, in Trondheim, Trondheim Spektrum)
FRA: Daouda Karaboué, Thierry Omeyer – Nikola Karabatić (10/2), Olivier Girault (4), Daniel Narcisse (4), Jérôme Fernandez (3), Luc Abalo (2), Bertrand Gille (2), Didier Dinart (1), Cédric Paty (1), Christophe Kempe (1), Fabrice Guilbert (1), Guillaume Gille (1), Laurent Busselier
ISL: Birkir Ívar Guðmundsson, Hreidar Guðmundsson – Alexander Petersson (5), Snorri Guðjónsson (4/2), Guðjón Valur Sigurðsson (4), Logi Geirsson (2/1), Einar Hólmgeirsson (2), Róbert Gunnarsson (2), Bjarni Fritzson (1), Vignir Svavarsson (1), Hannes Jón Jónsson, Sverre Andreas Jakobsson, Ásgeir Örn Hallgrímsson, Sigfús Sigurðsson

## Hauptrundenspiele (Gruppe II)
In der Hauptrunde traf die französische Mannschaft auf Spanien, Deutschland und Ungarn.

### Spanien 27:28 (15:15) Frankreich
(22. Januar in Trondheim,  Trondheim Spektrum)
SPA: José Javier Hombrados, José Manuel Sierra – Alberto Entrerríos (5), Albert Rocas (5/5), Iker Romero (5/2), José María Rodríguez (4), Rubén Garabaya (3), Raúl Entrerríos (3), Ion Belaustegui (2), Asier Antonio, David Davis, Julen Aguinagalde, Roberto García, Juan García
FRA: Daouda Karaboué, Thierry Omeyer – Daniel Narcisse (7), Bertrand Gille (5), Nikola Karabatić (4), Olivier Girault (4/1), Jérôme Fernandez (4), Luc Abalo (3), Guillaume Gille (1), Didier Dinart, Cédric Paty, Sébastien Ostertag, Christophe Kempe, Fabrice Guilbert

### Deutschland 23:26 (10:11) Frankreich
(23. Januar in Trondheim,  Trondheim Spektrum)
DEU: Henning Fritz, Johannes Bitter – Michael Kraus (6), Torsten Jansen (5/2), Florian Kehrmann (4), Holger Glandorf (2), Pascal Hens (2), Christian Zeitz (2), Markus Baur (1), Andrej Klimovets (1), Sebastian Preiß, Lars Kaufmann, Oliver Roggisch, Dominik Klein
FRA: Daouda Karaboué, Thierry Omeyer – Nikola Karabatić (8), Jérôme Fernandez (7/1), Daniel Narcisse (6), Luc Abalo (2), Olivier Girault (1), Bertrand Gille (1), Didier Dinart (1), Cédric Paty, Sébastien Ostertag, Christophe Kempe, Fabrice Guilbert, Guillaume Gille

### Ungarn 31:28 (15:11) Frankreich
(24. Januar in Trondheim,  Trondheim Spektrum)
UNG: Nenad Puljezević, Nándor Fazekas – Ferenc Ilyés (9), Nikola Eklemović (4), Szabolcs Zubai (4), Szabolcs Törő (4), Tamás Iváncsik (3), Gergő Iváncsik (3), Kornél Nagy (1), Tamás Mocsai (1), Gábor Herbert (1), László Nagy (1), Balázs Laluska, Gábor Császár
FRA: Yohann Ploquin, Daouda Karaboué – Fabrice Guilbert (6/1), Cédric Paty (5), Sébastien Ostertag (4), Christophe Kempe (3), Luc Abalo (3/2), Daniel Narcisse (3), Nikola Karabatić (2/2), Olivier Girault (1), Jérôme Fernandez (1), Bertrand Gille, Guillaume Gille, Didier Dinart

## Halbfinale
Im Halbfinale traf die französische Mannschaft auf den Zweitplatzierten der Hauptrundengruppe I, Kroatien.

### Kroatien – Frankreich
(26. Januar in Lillehammer,  Håkans Hall)
KRO: Vjenceslav Somić, Mirko Alilović – Petar Metličić (6), Ivano Balić (5), Ivan Čupić (4/2), Tonči Valčić (3), Blaženko Lacković (2), Igor Vori (2), Nikša Kaleb (1), Domagoj Duvnjak (1/1), Josip Valčić, Zlatko Horvat, Denis Špoljarić, Davor Dominiković
FRA: Daouda Karaboué, Thierry Omeyer – Luc Abalo (7), Daniel Narcisse (7), Nikola Karabatić (5/1), Guillaume Gille (2), Olivier Girault (1/1), Jérôme Fernandez (1), Cédric Paty (2), Sébastien Ostertag, Christophe Kempe, Fabrice Guilbert, Bertrand Gille, Didier Dinart

## Spiel um Platz 3
Im Spiel um Platz 3 traf die französische Mannschaft auf den Verlierer des zweiten Halbfinals, Deutschland.

### Frankreich 36:26 (18:9) Deutschland
(27. Januar in Lillehammer,  Håkans Hall)
FRA: Daouda Karaboué, Thierry Omeyer – Olivier Girault (8/5), Daniel Narcisse (7), Nikola Karabatić (6), Luc Abalo (6), Cédric Paty (2), Sébastien Ostertag (2), Christophe Kempe (2), Geoffroy Krantz (1), Jérôme Fernandez (1), Guillaume Gille (1), Fabrice Guilbert, Didier Dinart
DEU: Henning Fritz, Johannes Bitter – Torsten Jansen (7/3), Pascal Hens (6), Stefan Schröder (3), Michael Kraus (3), Holger Glandorf (2), Andrej Klimovets (2), Rolf Hermann (1), Christian Zeitz (1), Dominik Klein (1), Lars Kaufmann, Markus Baur, Frank von Behren